# Hydrothassa glabra
Hydrothassa glabra är en skalbaggsart som först beskrevs av Herbst 1783.  Hydrothassa glabra ingår i släktet Hydrothassa, och familjen bladbaggar. Enligt den finländska rödlistan är arten starkt hotad i Finland. Arten är reproducerande i Sverige. Artens livsmiljö är fuktiga gräsmarker, dikesrenar.

## Bildgalleri

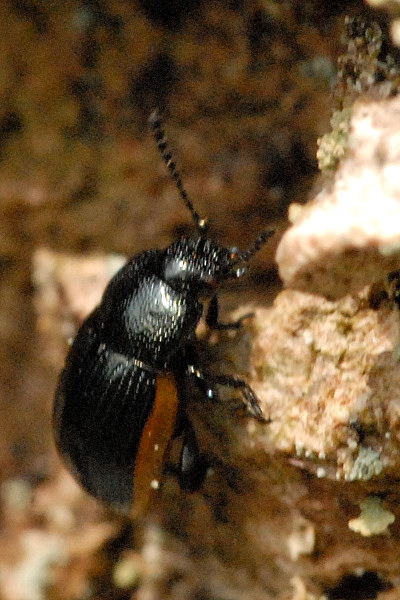